# トレメイン・マック
トレメイン・マック（Tremain Mack、1974年11月21日 - ）はアメリカ合衆国・テキサス州タイラー出身のアメリカンフットボール選手。NFLのシンシナティ・ベンガルズで1997年から2000年までプレーした。愛称はT-Mack。主にスペシャルチームのキックリターナーとして起用された。

## 経歴
マイアミ大学時代には先発ストロングセイフティを務め、ビッグ・イースト・カンファレンスの1990年代オールディケイドチームにも選ばれる活躍を見せたが4年間で飲酒が原因で6回逮捕された。
1996年には13回のキックオフリターンで平均39,5ヤード、514ヤードをリターンした。またカークエストボウルでは79ヤードのファンブルリターンTD、42ヤードのインターセプトリターン、フィールドゴールブロックなどの活躍でバージニア大学を31-21で破るのに貢献した。大学4年次には進級せず、1997年のNFLドラフトにアーリーエントリーした。
1997年のNFLドラフト前にはセイフティとして高い評価を得ていたが、素行の悪さにより4巡でシンシナティ・ベンガルズに指名されて入団した。開幕から4試合連続先発出場し、9月21日のデンバー・ブロンコス戦ではジョン・エルウェイのパスをインターセプトした。10月25日に飲酒運転で逮捕された。彼の血中アルコール濃度はオハイオ州の基準の2倍である0.18であった。
1998年に45回のキックオフリターンでAFCトップの1165ヤードをリターンした。9月27日のボルチモア・レイブンズ戦ではこの年NFL最長となる97ヤードのリターンタッチダウンをあげ、11月1日のデンバー・ブロンコス戦では7回のリターンでベンガルズの1試合におけるチーム記録となる212ヤードのリターンを行ったが、この年も12月2日に飲酒運転で逮捕され最後の4試合を欠場した。
1999年、10月アクティブロースターに入った。11月14日のテネシー・タイタンズ戦では99ヤードのリターンタッチダウンをあげた。またプロボウルにも選ばれたが試合中に左手首を骨折し退場した。
2000年、シーズン開幕前ベンガルズとの契約を1年延長した。この年、それまでスタンフォード・ジェニングズが持っていたベンガルズのチーム記録を更新し、キックオフリターン3,583ヤードの記録を残した。
その後2004年にはアリーナフットボールリーグ2部のルイビル・ファイアーに所属した。その後アリーナフットボールリーグのサンノゼ・セイバーキャッツと契約を結んだが、2005年2月に解雇されている。